# Antonio Panciera
Antonio Panciera (Portogruaro, 1350 o 1360 ca. – Roma, 3 luglio 1431) è stato un cardinale e umanista italiano.

## Biografia
Figlio di Andrea di Davide, apparteneva a una famiglia della piccola borghesia (il padre era pellicciaio). Il cognome è attestato per la prima volta il 1º settembre 1392, quando papa Bonifacio IX concesse a lui e ai suoi familiari di fregiarsi dello stemma della famiglia Tomacelli (cui aggiunse, nella banda inferiore, una stella a sette punte). In ogni caso, lo stesso cardinale preferiva firmarsi semplicemente come A(ntonius) de Portogruario.
Ricevette una prima formazione probabilmente nella città natale (o nelle scuole comunali o nella scuola capitolare della diocesi di Concordia), mentre è certa, nell'agosto 1379, la sua frequentazione dell'università di Padova, tappa fondamentale sia per le sue conoscenze giuridiche, sia per la rete di conoscenze che ebbe modo di intessere. Negli stessi anni ricevette alcuni benefici ecclesiastici nel patriarcato di Aquileia, ovvero un canonicato nel capitolo della cattedrale (1378) e un altro nel capitolo della collegiata di Santa Maria Maggiore a Cividale (1380).
A dare impulso alla sua carriera fu la conoscenza del cardinale Bonaventura Badoer da Peraga, già priore degli eremitani di Padova. Dopo averlo seguito a Roma, entrò al servizio della famiglia del cardinale Pietro Tomacelli, rimanendo al suo seguito quando, nel 1389, venne eletto papa con il nome di Bonifacio IX.
Così, nel 1392, fu eletto vescovo di Concordia, sua terra di origine. Non si dedicò molto alla sua giurisdizione e risiedette perlopiù a Roma mantenendo incarichi nella Curia papale; l'amministrazione fu affidata al vicario generale Filippo Capellini e al fratello Nicolò Panciera. Nel 1400 ottenne in commenda l'abbazia di Moggio.
La sua ascesa si rifletté anche sulla famiglia di origine: nel 1399 essa ricevette dall'imperatore Venceslao il titolo comitale e poco dopo, trasferitasi a Udine, ottenne la cittadinanza di quella città.
Nel 1402, in seguito alla rinuncia di Antonio Caetani, venne nominato patriarca di Aquileia.
Durante il periodo alla guida della Patria del Friuli dovette affrontare le sempre maggiori pressioni degli Asburgo e della Serenissima su Bonifacio IX, Innocenzo VII e Gregorio XII perché venisse deposto. Nell'ottobre del 1403, estinto il ramo maschile della famiglia Zoppola, riuscì ad ottenere per la propria famiglia il possesso del castello di Zoppola e l'annesso titolo di Conte palatino, inserendosi con successo nella disputa che si era aperta fra altre famiglie nobili. Visto lo stato di crisi in cui versava il patriarcato, egli seguì una politica filo-veneziana suscitando le proteste di Cividale che scrisse a Roma (1407). Avendo rifiutato di presentarsi davanti a papa Gregorio XII alla corte papale, venne da lui deposto (13 giugno 1408) e sostituito da Antonio Da Ponte, ma molti cardinali ostili al papa non appoggiarono però la sua decisione; il patriarca fece ricorso presso il Concilio di Pisa e fu restaurato nell'anno successivo. Trovatosi suo malgrado coinvolto nella disputa fra i vari papi ed antipapa, fu nominato cardinale (6 giugno 1411) dall'antipapa Giovanni XXIII così da poter liberare il trono patriarcale per Ludovico di Teck, candidato sostenuto dall'impero, di cui l'antipapa voleva guadagnarsi le simpatie.
Antonio Panciera rimase in Friuli esercitando i suoi doveri da patriarca finché gli ormai continui scontri tra fazioni non lo costrinsero a partire, entrò così nella Curia Romana il 4 marzo 1412. Partecipò al Concilio di Costanza assieme a Gregorio XII nel 1414, ma si schierò ben presto dalla parte dei suoi accusatori; nel 1417 prese parte all'elezione di papa Martino V. Fu nominato prima amministratore di Satriano (dal 24 giugno 1419 al 23 dicembre 1420), divenne poi Amministratore di Frascati il 13 agosto 1420; ritornò presso il papa a Tivoli il 25 giugno 1421. Divenuto abate commendatario del monastero di Rosazzo nel 1424, ottenne il trasferimento alla sede di Concordia il 23 luglio 1425 anche se non vi si trasferì mai.
Divenuto abate commendatario del monastero di Summaga nel 1431, nello stesso anno partecipò al conclave che elesse papa Eugenio IV.
Il 22 gennaio 1424 ottenne in commenda il monastero di San Biagio della Pagnotta, non lontano da San Giovanni dei Fiorentini, e vi trascorse gli ultimi anni di vita. Morì il 3 luglio 1431 e fu sepolto nelle grotte della Basilica di San Pietro in Vaticano, dove si trovano tuttora alcuni frammenti marmorei del suo monumento funebre.
Fu un personaggio di raffinata cultura, un abile politico, ma in particolare un dotto umanista. Ci ha lasciato più di mille lettere, di grande interesse per conoscere la civiltà e le attività religiose dell'epoca, che egli visse da protagonista.